# Beques Finestres d'Assaig
Les Beques Finestres d'Assaig són de beques concedides per la Fundació Finestres, impulsada per Sergi Ferrer-Salat Serra di Migni, per a la creació d'assaigs en català i castellà. Es van crear l'any 2021 i en la primera convocatòria es van donar dues beques de 20.000 euros. El 2022 es van donar un total de quatre beques (dues en català i dues en castellà) i la dotació es va ampliar als 25.000 euros.

## Guanyadors

### Català
- 2021: Sergi Tarín per  No totes les finestres miren a mar.[1]
- 2022: Bel Olid per Tria la teva aventura i Miquel Bonet, per El rei Gord.[3]
- 2023: Elisabet Riera per Els alats  i Víctor Lloret Blackburn per Mirall trucat.[4]
- 2024: Eva Vàzquez per El cos i la ruïna i Melcior Comes per La derrota de l'art.[5]

### Castellà
- 2021 Gabi Martínez per Delta.[1]
- 2022 Carolina Arabia per De cantos y animales i Marina Pintor Pareja per La herida erótica.[3]
- 2023 Juan Gómez Bárcena per Mapa de soledades i Layla Martínez per El reino intermedio. Trances, visiones y ritos fúnebres como prácticas feministas.[4]
- 2024: Cristian Crusat per Dejad que vengan a mí i Victor Albarracín per Potencias de vida y muerte.[5]